# لازار خرستوف
لازار خرستوف (بلغاری: Лазар Христов؛ زادهٔ ۱۷ فوریهٔ ۱۹۵۴) قایقران کانو اهل بلغارستان است.